# Frontera entre Guatemala i Belize
La frontera entre Guatemala i Belize és la frontera internacional gairebé recta de 266 km de longitud, prop del meridià 89 a l'oest, que separa el territori de Belize del de Guatemala. Comença al nord al trifini entre Mèxic, Guatemala i Belize a Aguas Turbias (17° 48' 47" N, 89° 8' 54" O). Després segueix al sud per línies rectes i arriba al riu Sarstún (cascades Gracias a Dios). Aquí pren la direcció est i corre al llarg del corrent aigües avall del riu Sarstún fins a la seva desembocadura a la badia d'Amatique al mar Carib.

## Història

Territori de Belize no disputat
Territori disputat en l'actualitat

Els colons i pirates anglesos i escocesos, els baymen, es van instal·lar a la costa del golf d'Hondures en el segle xvii en el que amb el temps esdevindrà Belize. En la mateixa època, aquesta regió d'Amèrica Central formava part, dins l'Imperi Espanyol, de la Capitania General de Guatemala dins el Virregnat de Nova Espanya: tanmateix Espanya no ocupà la regió costanera del Golf d'Hondures. La batalla de St George's Caye en 1798, guanyada per Gran Bretanya, finalment va establir l'assentament britànic.
Guatemala proclama la seva independència en 1821; Regne Unit declara oficialment el seu dret d'administrar la regió en 1836. El tractat Wyke-Aycinena fou signat el 30 d'abril de 1859 entre Guatemala i el Regne Unit. Els seus sis primers articles defineixen explícitament el traçat de la frontera i el reconeixement guatemalenc de la sobirania britànica sobre el territori a l'est de la frontera::
| « | Començant en la desembocadura del riu Sarstún a la Badia d'Hondures, i avançant pel canal mitjà de la mateixa cap a les cataractes Gràcies a Déu; després gira a la dreta i continua per una línia traçada directament des de les cataractes Gràcies a Déu fins a les cascades Garbutt al riu Belize, i des de les cascades Garbutt cap al nord fins que toqui la frontera mexicana. | » |

L'article set tracta de la construcció pel Regne Unit d'una carretera entre Guatemala i la vila de Punta Gorda (Belize).
El Regne Unit va fer de la regió una "colònia de la corona", Hondures Britànica, el 1862; tanmateix, no es construeix la carretera prevista en el tractat. El 1871, a conseqüència de la revolució liberal de 1871, Guatemala va denunciar el tractat. El 1884, va amenaçar amb tractar-lo com a nul i com a resultat va reclamar tota o part de l'Hondures britànica. Al segle següent, Guatemala va reclamar repetidament l'Hondures britàniques, però no va rebre resposta a aquesta reclamació.
Hondures britànica es va independitzar el 1981 sota el nom de Belize. Les relacions diplomàtiques entre Belize i Guatemala no es van establir fins a 1991, quan Guatemala va reconèixer el nou país. El traçat fronterer, però, és oficialment contestat per Guatemala des de finals de segle xx. El 2008, un acord entre els dos països preveu l'organització de referèndums per a presentar la controvèrsia a la Cort Internacional de Justícia. En el referèndum guatemalenc de 2018 celebrat el 15 d'abril de 2018, la població aprovarà massivament presentar el recurs davant la CIJ. El referèndum belicenc està programat per 2019.

## Comunitats i passos fronterers
Hi ha una carretera principal que creua la frontera a Benque Viejo del Carmen, Districte de Cayo (Belize), i Melchor de Mencos, Petén (Guatemala) on la Carretera CA-13 de Guatemala es troba amb la Carretera George Price (Occidental), connectant amb la Ciutat de Belize i Belmopan.
A uns quatre quilòmetres al sud d'aquest encreuament es troba el poble d'Arenal, que té cases a banda i banda de la frontera, i un camp de futbol situat directament a la frontera. Des del costat de Guatemala, solament hi ha una passarel·la per accedir a Melchor de Mencos; el costat de Belize té una carretera que connecta amb Benque Viejo del Carmen.